# Pastitsio

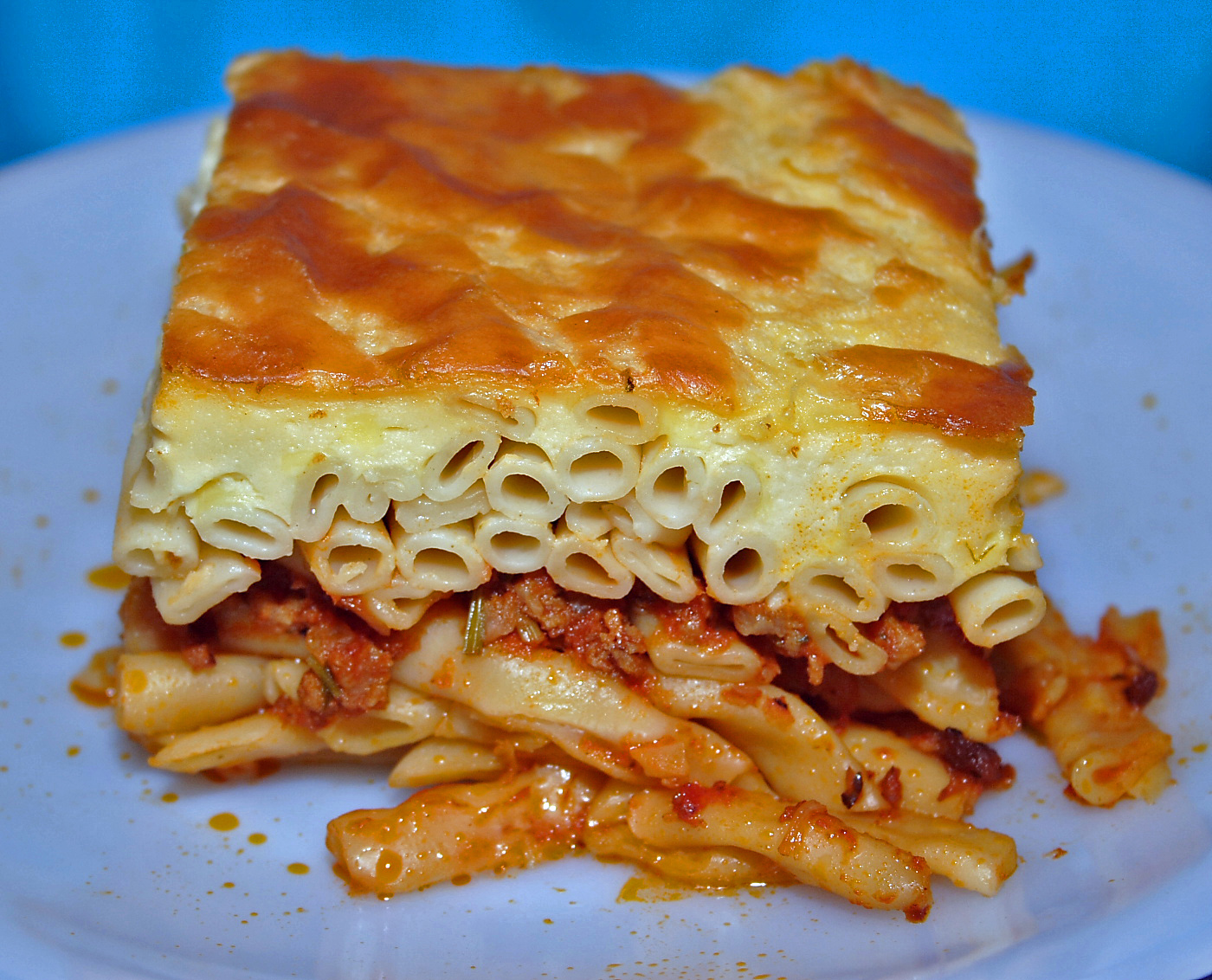
Pastitsio. Pueden verse los bucatini en la parte superior.

El pastitsio, pastichio (en griego παστίτσιο pastítsio), pastizio, pasticcio, o pasticho, es un plato tradicional de diferentes gastronomías mediterráneas que consiste en pasta al horno, así que en esencia es igual a la receta llamada timpana o timbal de pasta. Sin embargo, difiere de esta en que no se envuelve en masa de hojaldre. Es similar a la lasaña y como ésta, se sirve de primer plato.

## Terminología
Todas las formas de escribir pastitsio provienen del latín vulgar pastīcium , que deriva de la pasta, y significa «pastel». Además, pastitsio ha desarrollado los significados figurados de «situación complicada» o «desastre» o un pastiche . 

## Características
El pastitsio es un plato en varias capas. Existen distintas variantes, pero típicamente pueden verse en la parte superior los famosos bucatini o cualquier otra pasta tubular unida con queso; la segunda capa es de carne picada de cordero o ternera con salsa de tomate y canela, nuez moscada o pimienta de Jamaica; la tercera consiste en una capa de pasta con salsa hecha de harina y huevo con una bechamel. Suelen añadirse unos croutons de pan o queso encima.
Aunque también es una versión del plato de la cocina italiana llamada pasticcio, una especie de plato al forno con diversas variantes, algunas de las cuales incluyen ragù con una especie de bechamel como recubrimiento.